# American Football (Harold Pinter)
American Football ist ein 1991 erschienenes Anti-Kriegs-Gedicht vom britischen Autor Harold Pinter.

## Inhalt
Im Gedicht feiert das Lyrische Ich sich dafür, dass es den Gegner fertig gemacht hat. Es fordert dazu auf, Gott zu ehren und zu feiern, dass man den Gegner besiegt habe.

## Hintergrund
Pinter schrieb das Gedicht im August 1991 auf einem Flug zum Edinburgh Festival. Das Gedicht ist eine Reaktion Pinters auf den zweiten Golfkrieg. Er bot es erst verschiedenen größeren Zeitungen zur Veröffentlichung an, welche es aber aufgrund der vulgären Sprache ablehnten, weshalb Pinter es im kleinen Magazin Bomb veröffentlichte. In Großbritannien veröffentlichte er es in der Zeitung Socialist, in den Niederlanden in der Zeitung Handelsblad. Pinter wollte mit dem Gedicht auf die Diskrepanz zwischen der Realität des Krieges und der Wahrnehmung und dem Umgang mit dem Krieg in den Vereinigten Staaten aufmerksam machen.

## Kritik
Der französische Politiker Dominique de Villepin nannte das Gedicht bei der Ernennung Pinters zum Ritter der Ehrenlegion als eines der genauesten Bilder des Krieges, da das Gedicht mit seiner Gewalt und Grausamkeit eine der besten Metaphern für die Versuchung des Imperialismus sei.